# Santo Trafficante, Jr.
Santo Trafficante Jr. (15 de noviembre de 1914 - 17 de marzo de 1987) fue uno de los últimos jefes de la Mafia de Estados Unidos. Controlaba las operaciones de la delincuencia organizada en Florida, que anteriormente fue consolidada a partir de varias bandas rivales de su padre, Santo Trafficante Sr.. Fue también famoso como el más poderoso mafioso de la era Batista en Cuba.

## Biografía
Trafficante nació en Tampa, Florida,  de padres sicilianos: Santo Trafficante, Sr y su esposa María Giuseppa Cacciatore, en 1914. Mantenía varias casas en Tampa y Miami, y frecuentaba también La Habana, Cuba (mientras que Fulgencio Batista estaba en el poder), además de la ciudad de Nueva York.
Documentos del Departamento del Tesoro afirman que el negocio legítimo de Trafficante incluía varios casinos legales en Cuba; un teatro al aire libre y drive in en La Habana, además de acciones en el Columbia Restaurant y muchos restaurantes y bares en Tampa. Se rumoreaba que formaba parte de una mafia propietaria de muchos otros hoteles cubanos y casinos. Como uno de los más poderosos mafiosos en los Estados Unidos, Trafficante fue invitado a la Conferencia de La Habana en diciembre de 1946.

### Actividades empresariales y de bajo mundo
Trafficante mantenía vínculos con la familia Bonanno, en la ciudad de Nueva York, pero estuvo más estrechamente ligado a  Salvatore "Sam" Giancana, en Chicago. Posteriormente, aunque era reconocido como el más poderoso jefe del crimen organizado en Florida, durante gran parte del siglo XX, se cree que Trafficante no tenía un control total sobre Miami, Miami Beach, Ft. Lauderdale o Palm Beach. La costa este de Florida era un conglomerado poco cohesionado de intereses familiares de Nueva York con evidentes vínculos con Meyer Lansky, Benjamin "Bugsy" Siegel, Calogero "Carlos Marcello" Minacore, Leo Stein y Frank Ragano. Hasta el día de hoy, el control de Florida por la delincuencia organizada está probablemente dividido entre intereses de Chicago, Nueva Orleáns, Nueva York, y la delincuencia internacional organizada. La familia de Trafficante fue reconocida por la creación del lenguaje llamado "Tampan". El Tampan es un dialecto mezcla de italiano / español. Es hablado por la Mafia principalmente porque la policía no podía entender este idioma.
Trafficante fue detenido con frecuencia a lo largo de todo el decenio de 1950 por diversos cargos de soborno y de funcionamiento ilegal en las loterías de bolita del distrito de Tampa Ybor City. Escapó de la condena en todos los casos, salvo una vez, recibiendo una pena de cinco años de prisión, en 1954, por soborno, pero su condena fue anulada por el Tribunal Supremo de Florida antes de que él entrara en la cárcel.

### El encuentro de los Apalaches
Trafficante fue detenido en 1957, junto con otros 56 gánsteres, en una aparente reunión del bajo mundo, la llamada Reunión de Apalachin en Nueva York. Los cargos fueron posteriormente retirados, aunque las autoridades creen que la reunión se realizó, entre otras cosas, para llenar el vacío de poder creado por el reciente asesinato del jefe mafioso Albert Anastasia.
Trafficante más tarde negó conocer las circunstancias de la muerte de Anastasia.

### Revolución cubana y expulsión de Cuba
Después de que el gobierno revolucionario de Fidel Castro incautara los bienes de Trafficante  y sus empresas cubanas y le expulsara del país como un "extranjero indeseable", Trafficante entró en contacto con diversos servicios de inteligencia de EE. UU. (CIA  y Oficina de Inteligencia Naval), y participó en varios planes fallidos para asesinar a Castro. Alusiones a estas conexiones históricas fueron confirmadas por la desclasificación de los documentos  Joyas de la familia de la Agencia Central de Inteligencia en 2007.

### Asesinato de Kennedy
Muchos investigadores en el caso del asesinato de John F. Kennedy apuntaron a que Trafficante, junto con Carlos Marcello, jefe mafioso de Nueva Orleans en los años '50 y '60, el presidente de los Teamster  Jimmy Hoffa, y el jefe mafioso de Chicago Sam Giancana, estaba asociado de alguna manera a este crimen, cosa que se ha repetido mucho pero no ha podido ser probada.
Trafficante fue citado a la corte en 1986 y puso en tela de juicio su participación en la explotación de la discoteca King's Court, manejada por miembros de la familia Bonanno de Nueva York, entre ellos el agente encubierto del FBI Joseph "Joe" Pistone, alias, "Donnie Brasco".  Trafficante de nuevo escapó a la prisión.

### Vietnam
Por sus relaciones con la CIA aparece en el año 1968 en Vietnam. Relacionado con el Programa Phoenix  y a la Operación Red Rock.

### Costa Rica
Entre 1974 y 1975 aparece controlando operaciones del narcotráfico en Costa Rica.

## Últimos años
La salud de Trafficante comenzó a declinar en sus últimos años, y murió en Houston, Texas, donde había ido para efectuarse una cirugía cardíaca en 1987, a consecuencia de complicaciones de la misma.